# Triglyceride

Allgemeine chemische Struktur von Fetten (R^{1}, R^{2} und R^{3} sind Alkyl- oder Alkenylreste mit einer meist ungeraden Anzahl von Kohlenstoffatomen). Wenn die Reste R^{1} und R^{3} verschieden sind, ist das Triglycerid chiral.

Triglyceride, Triglyzeride, auch Glycerol-Triester, seltener veraltet Neutralfette, sind dreifache Ester des dreiwertigen Alkohols Glycerin mit drei Säuremolekülen und sollten nach der IUPAC-Empfehlung als Triacylglycerole, kurz TAGs, – bzw. exakter Tri-O-acylglycerole – bezeichnet werden. Die Vorsilbe Tri verweist auf drei Acyl-Säurereste, die mit Glycerin verestert sind.
Triacylglycerole mit drei Fettsäuren sind die Verbindungen in Fetten und fetten Ölen. Natürliche Fette bestehen zum überwiegenden Teil aus Triglycerolen mit drei langkettigen Fettsäuren, die meist aus unverzweigten Ketten mit 4 bis 26, typischerweise 12 bis 22 Kohlenstoff-Atomen bestehen. Sind sie bei Raumtemperatur flüssig, werden sie auch als Öle oder, um sie von Mineralölen oder ätherischen Ölen zu unterscheiden, fette Öle bezeichnet. Reine Triacylglycerole von Fettsäuren werden auch als Neutralfette bezeichnet.

## Stoffgruppen und Benennung

Katalytische Fetthärtung eines Triglycerids (gemischtes Triacylglycerol) mit Wasserstoff: Oben ein Triglycerid in einem Öl mit einem blau markierten gesättigten Fettsäurerest (Palmitinsäure), einem grün markierten einfach ungesättigten Fettsäurerest (Ölsäure) sowie einem rot markierten dreifach ungesättigten Fettsäurerest (Linolensäure). Im Zentrum ist in der oberen Strukturformel das dreifach acylierte Glycerin (schwarz markiert) erkennbar. Unten das Hydrierungsprodukt (ein Fett) – ein Triglycerid mit gesättigten Fettsäureresten – das einen höheren Schmelzpunkt besitzt, als das Edukt (Öl, oben).

Es wird zwischen mittel- und langkettigen Triglyceriden unterschieden. Dabei haben mittelkettige Triglyceride (engl.: medium-chain triglycerides, MCT) Fettsäuren mittlerer Länge (6 bis 12 C-Atome) und langkettige Triglyceride (engl.: long-chain triglycerides, LCT) Fettsäuren großer Länge (14 bis 24 C-Atome) gebunden. Kurzkettige Triglyceride (SCT) sind zum Beispiel Triacetin und Tributyrin (Fettsäuren mit 2 oder 4 C-Atomen).
Darüber hinaus gibt es zwei Arten von Triacylglycerolen: einfache und gemischte Triacylglycerole. Bei einfachen Triacylglycerolen sind die Seitenketten (also die Fettsäurereste) identisch, bei gemischten sind sie verschieden.
Die Ursache dafür, dass Fett fest und Öl flüssig ist, liegt im wesentlich höheren Anteil an ungesättigten Fettsäureresten in den Triglyceriden von Ölen. Die ungesättigten Fettsäuren besitzen meist cis-Doppelbindungen, was die Kristallbildung der Triglyceride erschwert und somit den Schmelzpunkt erniedrigt.
Sind in einem Triacylglycerol die Seitenketten R1 und R3 verschieden, so liegt ein chirales Molekül vor und eine optische Aktivität kann beobachtet werden, d. h., das Spiegelbild des Moleküls ist nicht deckungsgleich mit dem Original und eine Lösung des Moleküles ist in der Lage, einfallendes polarisiertes Licht zu drehen.
Phosphoglyceride wie z. B. Lecithine sind Triester des Glycerins mit zwei Fettsäuren und einer organischen Phosphorsäure. Beide Verbindungstypen zählen zur Klasse der Lipide mit meist pflanzlichem und tierischem Vorkommen in der Natur, eine Darstellung durch chemische Synthese ist jedoch auch möglich.
Für chirale Derivate des Glycerins gilt zudem die sn-Nomenklatur.

## Triglyceride an der Oberfläche von Wasser
Ein Tropfen eines flüssigen Triglycerids breitet sich auf Wasser in einer sehr dünnen Schicht aus. Dabei tauchen die hydrophilen Estergruppen ins Wasser hinein, während die hydrophoben Kohlenwasserstoffketten aus dem Wasser herausragen:

## Analytik der Triglyceride
Die Ausführungen unter Stoffgruppen und Benennungen lassen erkennen, dass native Triglycerid-Gemische eine hohe Komplexität haben können. Beim Vorliegen von n unterschiedlichen Fettsäure-Arten sind n3 verschiedene Isomere (einschließlich der Stellungsisomere und der optischen Isomere) möglich. Da inzwischen mehr als 100 relativ häufig natürlich vorkommende Fettsäuren bekannt sind, wird erkennbar, dass nur sehr leistungsfähige analytische Verfahren geeignet sind, die unterschiedlichen Triglyceride eindeutig zu charakterisieren und zu quantifizieren.
Zur qualitativen und quantitativen Analytik der Triglyceride werden daher bevorzugt chromatographische Verfahren eingesetzt. Je nach den zu untersuchenden Matrices sind adäquate Probenvorbereitungsmethoden erforderlich. So sind aus physiologischen Matrices (z. B. Serum oder Liquor) oder aus Lebensmitteln die Triglyceride vor der Analytik durch geeignete Extraktionsverfahren zu isolieren. Native Öle und Fette können meist ohne aufwändigere Probenvorbereitungen mit Hilfe der Argentations-Chromatographie oder der HPLC mit Propionitril als Eluent untersucht werden. Auch die Hochtemperatur-Gaschromatographie findet Einsatz bei der Bestimmung der einzelnen Triglyceride.

### Säurezahl
Bei erhöhten Temperaturen und langer Lagerzeit nimmt die Qualität und Reinheit der Triglyceride ab, zunehmend zersetzen sich die Triglyceride, und es bilden sich „freie Fettsäuren“. Dieser unerwünschte Alterungsprozess kann über die Bestimmung der Säurezahl analytisch verfolgt werden.

## Medizinische Bedeutung
Im medizinischen Bereich werden bei der Erstellung einer Blutanalyse die Triglyceridwerte im Blut gemessen. Erhöhte Werte (über 150 mg pro dl bzw. 1,7 mmol pro l) weisen auf eine Fettstoffwechselstörung (Hypertriglyceridämie) oder Übergewicht hin. Auch bei anderen Erkrankungen wie Hypothyreose oder Nierenerkrankungen sind diese Werte erhöht. Erhöhte Triglyceridwerte stellen, insbesondere wenn sie mit einem erhöhten Cholesterinspiegel einhergehen, einen kardiovaskulären Risikofaktor dar.

## Beispiele
Beispiele einiger Triacylglycerole mit drei gleichen Säureresten:
- Tristearat (Tristearin): Triester der Stearinsäure
- Tripalmitat (Tripalmitin): Triester der  Palmitinsäure
- Trioleat (Triolein): Triester der   Ölsäure
- Trilinolein: Triester der  Linolsäure
- Triricinoleat (Triricinolein): Triester der  Rizinolsäure

Oft sind die in den Triacylglycerolen enthaltenen drei Säurereste jedoch verschieden.